# Ecliptopera zophera
Ecliptopera zophera là một loài bướm đêm trong họ Geometridae.